# Tân Thành, Mai Châu
Tân Thành là một xã thuộc huyện Mai Châu, tỉnh Hòa Bình, Việt Nam.

## Địa lý
Xã Tân Thành nằm ở phía bắc huyện Mai Châu, có vị trí địa lý:
- Phía đông và phía bắc giáp huyện Đà Bắc
- Phía tây giáp tỉnh Sơn La
- Phía nam giáp xã Sơn Thủy.

Xã Tân Thành có diện tích 66,84 km², dân số năm 2018 là 3.189 người, mật độ dân số đạt 48 người/km².

## Lịch sử
Địa bàn xã Tân Thành hiện nay trước đây vốn là xã Tân Dân và một phần xã Tân Mai thuộc huyện Mai Châu.
Xã Tân Dân vốn là một phần xã Quy Đức thuộc huyện Đà Bắc. Ngày 3 tháng 11 năm 1956, xã Quy Đức chia thành 8 xã: Tiền Phong, Dân Lập, Tân Lập, Yên Hòa, Đoàn Kết, Trung Thành, Tân Minh và Cao Sơn. Ngày 27 tháng 2 năm 1985, hai xã Tân Lập và Dân Lập sáp nhập thành một xã lấy tên là xã Tân Dân. Ngày 14 tháng 7 năm 2009, xã Tân Dân được sáp nhập vào huyện Mai Châu theo Nghị quyết số 31/NQ-CP của Chính phủ.
Đến năm 2018, xã Tân Dân có diện tích 43,84 km², dân số là 2.349 người, mật độ dân số đạt 54 người/km². Xã Tân Mai có diện tích 34,76 km², dân số là 1.244 người, mật độ dân số đạt 36 người/km².
Ngày 17 tháng 12 năm 2019, Ủy ban Thường vụ Quốc hội ban hành Nghị quyết số 830/NQ-UBTVQH14 về việc sắp xếp các đơn vị hành chính cấp huyện, cấp xã thuộc tỉnh Hòa Bình (nghị quyết có hiệu lực từ ngày 1 tháng 1 năm 2020). Theo đó, sáp nhập toàn bộ diện tích và dân số của xã Tân Dân với 23,00 km² diện tích tự nhiên và 840 người của xã Tân Mai vừa giải thể (gồm 5 xóm: Đoi, Nà Bó, Khoang, Nánh, Thầm Nhân) thành xã Tân Thành.